# 薩姆斯島
薩姆斯島（丹麥語：Samsø）是丹麥的一個島。

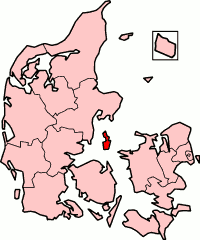
萨姆斯岛位置

遊客常在6、7月時來採摘草莓。在丹麥，這裏以早熟的馬鈴薯馳名。

## 地理
它在北海卡特加特海峽，離日德蘭半島15公里。
島東的海峽稱為萨姆瑟海峽（Samsø Bælt），它將萨姆斯岛和西蘭島分開了。最接近的市镇是西面，在日德蘭半島上的奧澤市鎮。
萨姆斯岛面積為112平方公里，約有四千名居民。

## 能源
1997年，萨姆斯岛在一個比賽獲勝了。她要開始一個計劃：在十年之內，全面以可再生能源發電。1998年，島上只有8%的電力和15%的熱能來自可再生能源。2000年，借助11個新風車，島的電力已能自給自足。全島近二十戶人家中，有440人佔有風車的股份。
萨姆斯岛的能源為以木、太陽能和稻草為基礎的城市供熱系統、風車和太陽能。
實踐這個全面使用可再生能源的最大的困難來自交通。2003年，島上只有三輛電力車。
有些人已經將萨姆斯岛視作未來能源供求上的「示範單位」。

## 北歐神話

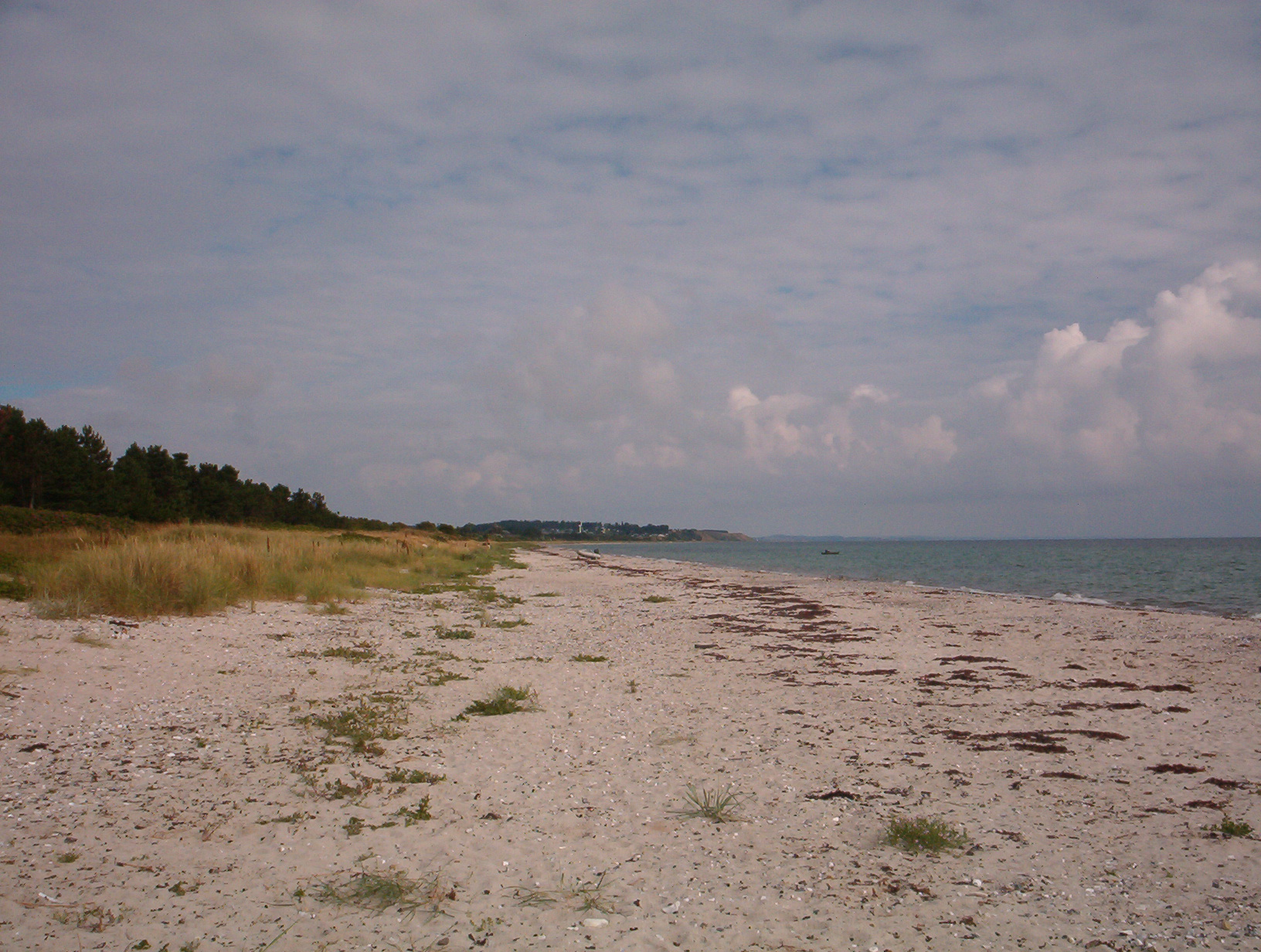
Mårup Østerstrand 沙灘

薩克索·格拉瑪提庫斯指，傳說中瑞典的英雄和他的朋友曾在這個島上對抗狂戰士的12個兒子。這場戰爭記錄了在、薩迦和薩迦內。

## 行政
萨姆斯岛屬中日德兰大区的薩姆瑟市鎮。這個市镇的範圍除了萨姆斯岛，還有位於萨姆斯岛東北面的小島，整體面積為114平方公里。市镇議會在茨拉訥比約舉行。

## 外部連結
- 萨姆索岛官方網站 （页面存档备份，存于）
- 萨姆斯岛能源公司 （页面存档备份，存于）
- 新能源天堂 丹麥萨姆索岛，曹欽榮